# Zapada quadribranchiata
Zapada quadribranchiata is een steenvlieg uit de familie beeksteenvliegen (Nemouridae). De wetenschappelijke naam van de soort is voor het eerst geldig gepubliceerd in 1977 door Zhiltzova.